# Blind Stare
Blind Stare is een melodieuze deathmetalband uit het Finse Turku.

## Geschiedenis
Blind Stare is opgericht in 1999 door Anders Öström, Heikki Raisio and Henry Valkonen.

## Bandleden

### Huidige leden
- Eino Tuominen, vocalen
- Anders Ostrom, gitaar
- Jaakko Lehtinen, gitaar
- Ossi Elonen, basgitaar
- Tuomas Riihimäki, keyboard
- Timo Palokankare, drums

### Oud-leden
- Heikki Raisio, gitaar
- Henry Valkonen, drums
- Tuomas Kant, basgitaar
- Zacharias E. Aarnio, keyboard
- Kalle Lahti, basgitaar

## Discografie
- Symphony Of Delusions (2005, Arise Records)[1]